# Georg Friedrich Puchta

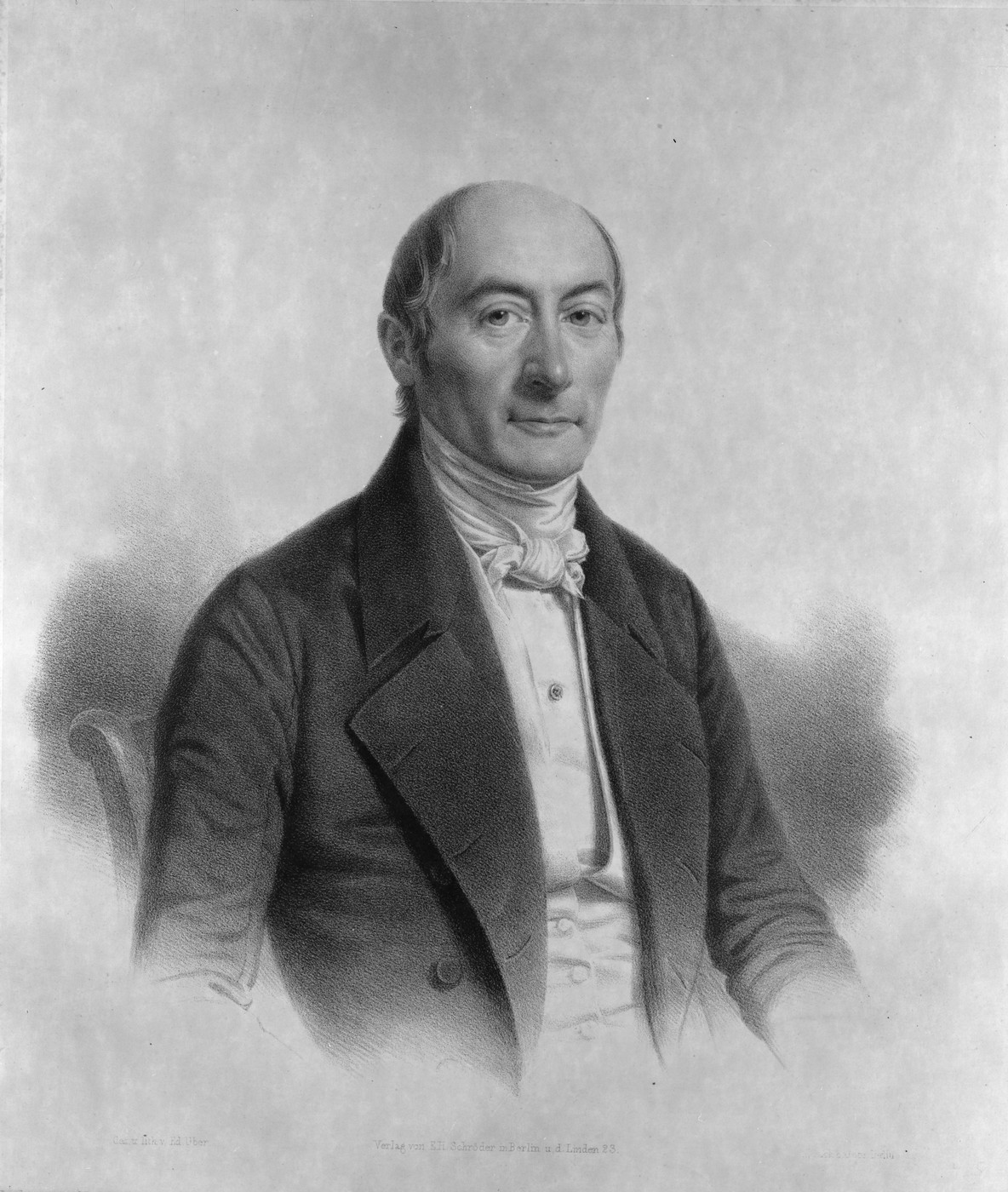
Georg Friedrich Puchta

Georg Friedrich Puchta (* 31. August 1798 in Cadolzburg; † 8. Januar 1846 in Berlin) war ein deutscher Jurist.

## Puchtas Bedeutung in Kurzfassung
Puchta war einer der wichtigsten Vertreter und Mitbegründer der Pandektenwissenschaft, die er mit der wissenschaftlichen Methode der Begriffsjurisprudenz ergänzte. Es ging jedoch nicht um weltfremde Logizismen. Puchtas Privatrecht sollte durch eine wissenschaftliche Durchdringung des antiken Rechts und eine vorsichtige Anpassung an die „praktischen Bedürfnisse“ der Wertegemeinschaft („Volksgeist“) fortentwickelt werden.
Nach Puchta müsse das im Volksgeist vorhandene Rechtsbewusstsein durch die Rechtswissenschaft mit zeitlos-abstrakten Begriffen konkretisiert werden und schließlich in ein schlüssiges System eingeordnet werden. Dadurch soll sich eine Begriffspyramide mit über- und untergeordneten Begriffen ergeben, so dass sich Begriffe voneinander ableiten lassen. Puchta beschrieb dementsprechend das Juristenrecht als eigene Rechtsquelle: Recht sei das, was von der Rechtswissenschaft als Recht identifiziert wird.
Die wissenschaftliche Verdichtung der Wertungszusammenhänge sollte, insbesondere in Puchtas „Pandekten“ (zurückgehend auf die justinianischen Pandekten), dem Richter in hochgedrängter Form ein rationalisiertes, anwendungssicheres Privatrecht zur Verfügung stellen. Gesetzgebung sollte hilfsweise klärend eingreifen, wenn das antike Recht unklar oder sonst veränderungsbedürftig war. Vor dem Nationalstaat (1871) ging es darum, nationales Privatrecht von territorialen Einflüssen abzusondern und als überpolitische „Wissenschaft“ Rechtsspezialisten zu überlassen. Nach der Deutschen Revolution 1848 wurden die philosophischen und konfessionellen Prägungen dieses Programms kaum noch wahrgenommen. Nach der Deutschen Einigung 1871 wurde der nationale Wissenschaftsdiskurs durch ein offen politisch agierendes und auf Kodifikation abzielendes Privatrecht ersetzt.

## Leben und Wirken
Die Eltern Puchtas waren Wolfgang Heinrich Puchta und Johanna Philippina Heim. Er war der erstgeborene Sohn von sieben Kindern, von denen zwei früh starben. Sein Bruder Christian Heinrich Puchta studierte Philologie und Theologie an der Universität Erlangen und war zuletzt Pfarrer in Augsburg.
Puchta besuchte von 1811 bis 1816 das Ägidiengymnasium in Nürnberg, das seit seiner Gründung die klassisch-humanistische Tradition pflegte. Durch den dortigen Rektor Hegel erfuhr Puchta eine Grundausbildung in Philosophie.
Das Studium der Rechtswissenschaft begann Puchta im Jahr 1816 an der Universität Erlangen, wobei sein Vater ihn zugleich in die juristische Praxis einführte. Zu diesem Zeitpunkt lehrte der bekannte Professor Christian Friedrich von Glück in Erlangen. Seine besondere Verehrung für ihn drückte Puchta mit den Worten aus: „Jede Universität ist freilich mit einem Pfahl im Fleisch geplagt, aber die hiesige Fakultät hat, wenn Glück stirbt, nichts als Pfähle“. Während seines Studiums war er 1817 Gründungsmitglied der Erlanger Burschenschaft.
Nach dem Abschluss des Studiums promovierte Puchta 1820 mit der Dissertation „De itinere, actu et via“ in Erlangen und habilitierte sich im selben Jahr ebenfalls an der Universität Erlangen.
1821 unternahm Puchta eine längere Deutschlandreise zu den damals bedeutenden Universitäten von Jena, Berlin, Göttingen, Bonn und Heidelberg, wo er Kontakt zu den dort Lehrenden aufnahm. Die Eindrücke dieser Reise bewogen Puchta, der Historischen Rechtsschule um Friedrich Carl von Savigny beizutreten, der zu dieser Zeit an der Universität Berlin lehrte. Mit ihm unterhielt Puchta ab 1823 einen regen Briefwechsel, aus dem 86 Briefe entstammten.
Aus dieser Überzeugung publizierte Puchta 1822 sein erstes großes Werk: Grundriß zu Vorlesungen über juristische Encyclopädie und Methodologie.
1823 wurde Puchta außerordentlicher Professor in Erlangen, wo er neben romanistischen Fächern auch Enzyklopädie, Kirchenrecht und deutsches Recht behandelte. 1828 erschien der erste Band seines zentralen Werkes Das Gewohnheitsrecht.
Unter Hinzuziehung seiner mittlerweile zur Freundschaft gereiften Bekanntschaft mit Savigny wechselte er 1828 an die Universität nach München, wo er eine ordentliche Professur erhielt. Während dieser Zeit traf er den ihm bereits von seiner Zeit in Erlangen bekannten Professor Friedrich Wilhelm Joseph von Schelling, von dessen Vorlesung zum Thema Vorlesungen über Philosophie der Mythologie und Offenbarung er begeistert war.
1835 wurde Puchta unter Mitwirkung von Savigny ordentlicher Professor in Marburg für Römisches Recht und Kirchenrecht, wo er bis 1837 blieb. 1837 erschien Puchtas zweiter Band seines Werkes Das Gewohnheitsrecht (zwei Teile 1828–1837). Mit der Unterstützung Savignys wurde Puchta von 1837 bis 1842 ordentlicher Professor in Leipzig, wo er 1838 sein bedeutendes Lehrbuch der Pandekten veröffentlichte. Hinzu kamen 1841/1842 die ersten beiden Bände seines Hauptwerks Cursus der Institutionen. Abermals unter Hilfe und Wirken Savignys bekam Puchta 1842 den Ruf an die Universität Berlin, wo er bald Nachfolger Savignys an dessen Lehrstuhl wurde, nachdem dieser zum Minister für Gesetzgebung ernannt worden war. Entscheidend für die Wahl auf Puchta war dessen weithin bekannte konservative Haltung, auch wenn er als Dozent nicht sonderlich beeindruckend war.
Ab 1844 wirkte Puchta am Geheimen Obertribunal mit Titel eines Geheimen Obertribunalrats mit. Nicht zuletzt dadurch wurde er 1845 Mitglied des Staatsrates und der Gesetzgebungskommission. Am 8. Januar 1846 starb er im Alter von 47 Jahren.

## Werke und Literatur
- Das Gewohnheitsrecht
  - Erster Theil. Palm’sche Verlagsbuchhandlung, Erlangen, 1828.
  - Zweiter Theil. Palm’sche Verlagsbuchhandlung, Erlangen, 1837.
- Lehrbuch der Pandekten. Verlag von Johann Ambrosius Barth, Leipzig, 1838.
  - (später in mehreren Neuauflagen erschienen.)
- Cursus der Institutionen
  - Band 1. Einleitung in die Rechtswissenschaft und Geschichte des Rechts bey dem römischen Volk. Verlag von Breitkopf und Härtel, Leipzig, 1841.
  - Band 2. Verlag von Breitkopf und Härtel, Leipzig, 1842.
  - Band 3. Aus dem Nachlass des Verfassers herausgegeben von Rudorff, Verlag von Breitkopf und Härtel, Leipzig, 1847.
- Georg Friedrich Puchta’s Kleine civilistische Schriften. Gesammelt und herausgegeben von Rudorff, Verlag von Breitkopf und Härtel, Leipzig, 1851.
- Vierzehn Briefe Puchtas an Savigny, Bohnert, Joachim (Hrsg.), (1979)
- Vorlesungen über das heutige römische Recht
  - Band 1. Verlag von Bernhard Tauchnitz jun., Leipzig, 1847.
  - Band 2. Verlag von Bernhard Tauchnitz jun., Leipzig, 1848.

## Sekundärliteratur
- Johann August Ritter von Eisenhart: Puchta, Georg. In: Allgemeine Deutsche Biographie (ADB). Band 26, Duncker & Humblot, Leipzig 1888, S. 685–687.
- Hans-Peter Haferkamp: Georg Friedrich Puchta und die ‘Begriffsjurisprudenz’. Frankfurt am Main 2004, ISBN 3-465-03327-2.
- Hans-Peter Haferkamp: Einflüsse der Erweckungsbewegung auf die historisch-christliche Rechtsschule zwischen 1815 und 1848. In: Pascale Monika Cancik, Thomas Henne, Thomas Simon u. a. (Hrsg.): Konfession im Recht. Auf der Suche nach konfessionell geprägten Denkmustern und Argumentationsstrategien in Recht und Rechtswissenschaft des 19. und 20. Jahrhunderts. Symposion zum 65. Geburtstag von Michael Stolleis, Frankfurt a. M. 2009, S. 71–94.
- Hans-Peter Haferkamp: Georg Friedrich Puchta. In: Michael Anderheiden u. a. (Hrsg.): Enzyklopädie der Rechtsphilosophie.
- Peter Landau: Puchta, Georg Friedrich. In: Neue Deutsche Biographie (NDB). Band 20, Duncker & Humblot, Berlin 2001, ISBN 3-428-00201-6, S. 757–759 (Digitalisat).
- Sebastian Schermaul: Georg Friedrich Puchta – Leben und Werk. München 2009, ISBN 978-3-640-28624-9.